# Élections constituantes de 1946 dans le Territoire de Belfort
Les élections constituantes françaises de 1946 se tiennent le 2 juin. Ce sont les deuxièmes élections constituantes, après le rejet du projet de Constitution française du 19 avril 1946 lors du référendum du 5 mai.

## Mode de scrutin
L'assemblée constituante est composée de 586 sièges pourvus au scrutin proportionnel plurinominal suivant la règle de la plus forte moyenne dans chaque département, sans panachage ni vote préférentiel.
Dans le département du Territoire de Belfort, deux députés sont à élire.

## Élus
| Député sortant         | Parti | Parti | Député élu ou réélu | Parti | Parti |
| ---------------------- | ----- | ----- | ------------------- | ----- | ----- |
| Pierre Dreyfus-Schmidt |       | URR   | René Naegelen       |       | SFIO  |
| Pierre Beauquier       |       | MRP   | Pierre Beauquier    |       | MRP   |

## Résultats

### Résultats à l'échelle du département
| Parti    | Parti    | Tête de liste          | Résultats | Résultats | Sièges |  |
| Parti    | Parti    | Tête de liste          | Voix      | %         |        |  |
| -------- | -------- | ---------------------- | --------- | --------- | ------ |  |
|          | MRP      | Pierre Beauquier       | 17 382    | 42,01     | 1      |  |
|          | SFIO     | René Naegelen          | 9 489     | 22,93     | 1 1    |  |
|          | Rad-soc  | Pierre Dreyfus-Schmidt | 8 512     | 20,57     | - 1    |  |
|          | PCF      | Fernand Banier         | 5 993     | 14,48     | -      |  |
|          |          |                        |           |           |        |  |
| Inscrits | Inscrits | Inscrits               | 52 053    | 100,00    | 2      |  |
| Votants  | Votants  | Votants                | 42 217    | 81,10     |        |  |
| Exprimés | Exprimés | Exprimés               | 41 376    | 98,01     |        |  |